# Melville-sziget (Kanada)
A Melville-sziget (angolul Melville Island) a Parry-szigetek egyike a kanadai sarkvidéki szigetcsoportban, az északi mágneses sarkhoz közel. Először a szigetcsoport névadója, sir William Edward Parry érte el 1819-ben. Parry ezen a szigeten telelt át embereivel mintegy 10 hónapot, amíg a jég ki nem engedte fogságából hajóit.
A sziget hossza 320 km, szélessége 50–210 km, területe 42 700 km². Felszíne nyugat felé emelkedő fennsík; legmagasabb pontja 1067 m magas. Keleten a Byam Martin-csatorna választja el a Bathurst-szigettől.

## Földtani felépítése

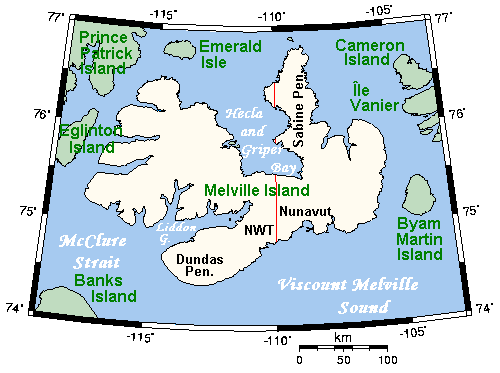
A Melville-sziget térképe

Felszínét a földtörténeti ókorban, illetve középkorban lerakott üledékes kőzetek borítják.

## Élővilága
Növényzete tundra. Jellegzetes állata a pézsmatulok.

## Gazdaságföldrajza

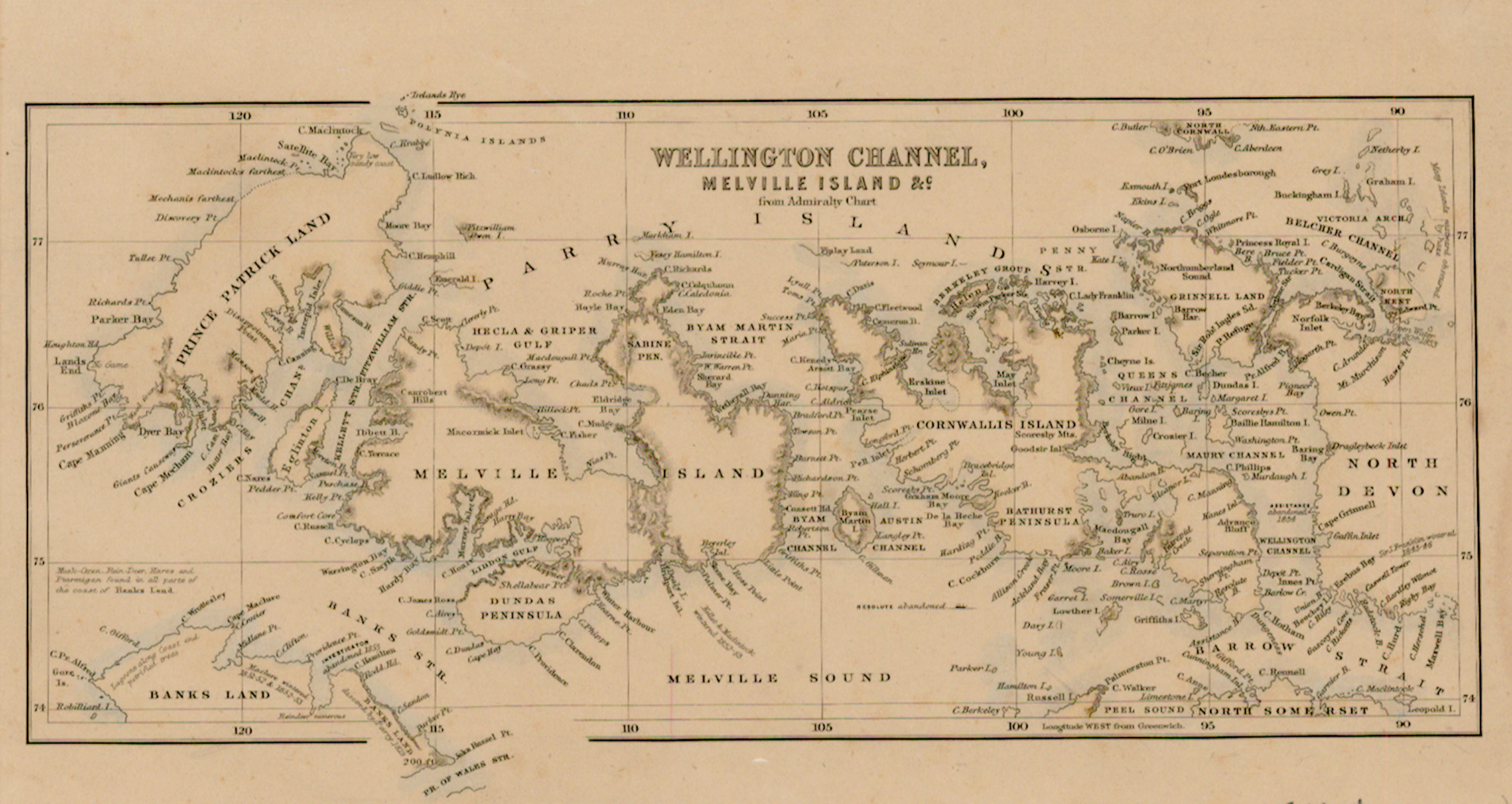
A Melville-szigettől és a Cornwallis-szigettől északra húzódó Wellington-csatorna a brit Admiralitás térképén.
A térkép „Cornwallis Island” felirata valójában a Bathurst-szigetet jelöli; a Cornwallis-sziget valójában csak az itt tévesen egybefüggőnek tekintett földdarab délkeleti csücske

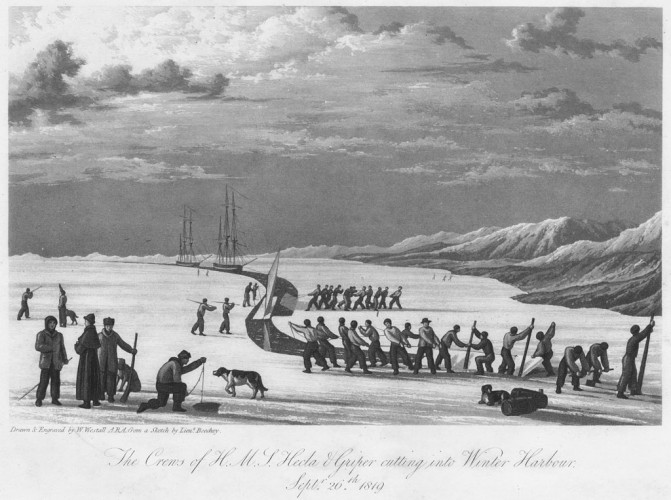
A Hecla és a Griper legénysége csatornát vág a jégbe a hajóktól a Melville-szigeti táborhelyig

Partja csak nyár végén közelíthető meg hajóval. A szigeten, illetve környékén nagy kőolaj-, illetve földgázkészleteket mutattak ki.